# Клоппер, Дик
Дик Клоппер (нидерл. Dick Klopper; 11 декабря 1930, Амстердам — 9 августа 2023) — нидерландский футболист, игравший на позиции защитника за амстердамский «Аякс».
После спортивной карьеры был пилотом коммерческих авиалиний.

## Спортивная карьера
В возрасте 15 лет вступил в футбольный клуб «Аякс» в качестве кандидата. В сезоне 1946/47 выступал на позиции защитника и сыграл 14 матчей за первую команду кандидатов, где также играли Ханс Боскамп и Ян Лойен. Его младший брат Ханс в том сезоне играл за шестую команду кандидатов на позиции вратаря. В июле 1947 года Дик был переведён в юниоры. В сезоне 1949/50 выступал за шестой состав «Аякса», а в следующем сезоне играл уже во второй команде.
За основной состав дебютировал 8 августа 1951 года в товарищеском матче против клуба ВЮК, сыграв в защите вместе с Хансом Боскампом. Единственную игру в чемпионате Нидерландов провёл 4 мая 1952 года на стадионе «Камбюр» против клуба «Леуварден», вновь сыграв с Боскампом в защите. Встреча завершилась гостевым поражением «Аякса» со счётом 4:3, хотя амстердамцы вели во втором тайме со счётом 0:3. За вторую команду «Аякса» он продолжал выступать до 1954 года.

## Личная жизнь
Дик родился в декабре 1930 года в Амстердаме. Отец — Дирк Клоппер, мать — Петронелла Йоханна Нетзе. Оба родителя были родом из Амстердама, они поженились в августе 1928 года — на момент женитьбы отец был торговым представителем. В их семье воспитывалось ещё трое сыновей: Ханс, Кес и Хендрик Питер. В августе 1935 года его семья переехала в Хемстеде, а через четыре года в Берген-оп-Зом. Его отец в молодости играл за резервный состав клуба ДЕК, а с 1924 по 1935 год имел членство в «Аяксе» — позже был консулом Футбольного союза Нидерландов в Берген-оп-Зоме. Во время войны Дик вместе с братьями попал в приют, где познакомился со своей будущей женой.
Моей жене было 3 года, когда она стала наполовину сиротой со своими сёстрами. Мать была мертва, а отец не мог заботиться о девочках. Мне было 14 лет, когда я пошёл в приют со своими братьями. У матери был туберкулез. Это было не самое лёгкое детство. В таком приюте всегда выживает сильнейший. Мы стали парой с пятнадцати или шестнадцати лет. Это действительно целая жизнь вместе. Мы оставались в приюте до восемнадцати лет.Дик Клоппер, июль 2013 года
В декабре 1953 года успешно прошёл аттестацию в Национальной авиационной школе и получил лицензию пилота. С этим событием его поздравил и клуб «Аякс». С 1955 по 1965 год был пилотом нидерландской авиакомпании KLM. После этого переехал с женой и детьми на Кюрасао, где был пилотом Антильских авиалиний. Спустя два года получил предложение работать с японской авиакомпанией Japan Airlines, после чего вся семья переехала в Японию, в город Иокогама. В возрасте 60 лет ушёл на пенсию. В начале 1990-х поселился в супругой в бельгийском Ауд-Тюрнхауте.
Его двоюродный брат Хендрик Андрис (Хенк) Клоппер, сын брата отца, был футбольным судьёй.
Умер 9 августа 2023 года в возраст 92 лет.